# Ständig sekreterare
Ständig sekreterare är i vissa akademier och liknande sammanslutningar titeln för sekreteraren, därför att denne har en lång mandatperiod eller till och med är anställd, till skillnad från andra presidieledamöter, som till exempel ordföranden (med olika benämningar) som kan skifta varje år. 

## Svenska Akademien

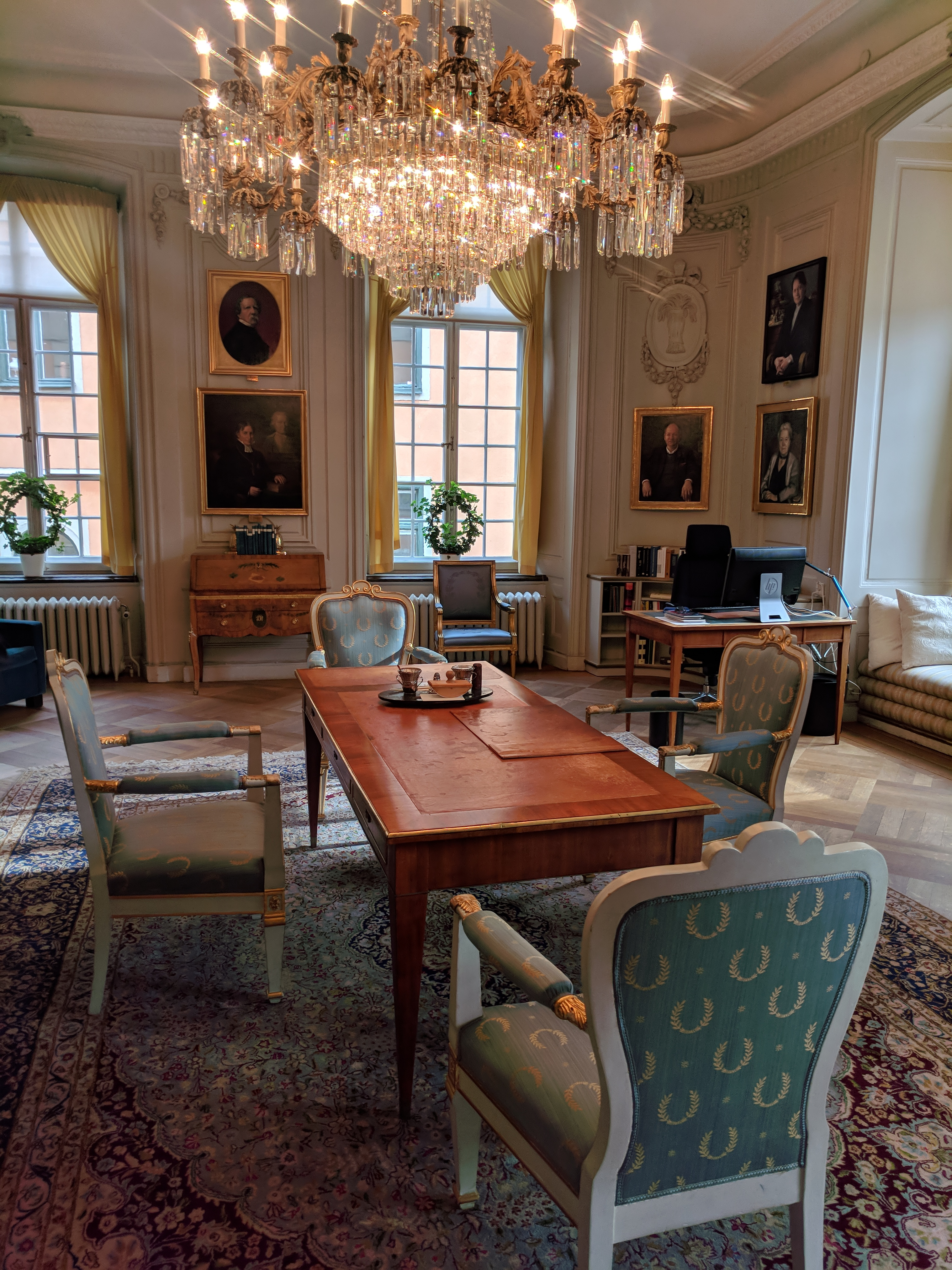
Ständige sekreterarens kontor i Svenska akademin

Gustav III bestämde att ständige sekreteraren i Svenska Akademien skulle vara det livet ut, men denna princip har övergetts. Svenska Akademiens förste ständige sekreterare Nils von Rosenstein satt i rekordlånga 38 år och var både blind och senil på slutet, men skötte sin syssla bra. Ett stycke in på 1900-talet antogs regeln att ständige sekreteraren skall avgå senast det år han fyller 70 år ”om inte Akademien annorlunda beslutar”. I juni 2015 tillträddes posten som ständig sekreterare i Svenska Akademien av Sara Danius, den första kvinnliga sekreteraren i Svenska Akademiens historia. Akademien beslutade då att sekreteraren för första gången skulle tituleras den ständiga sekreteraren.

## Vetenskapsakademien
Kungliga Vetenskapsakademiens ständige sekreterare är akademiens verkställande ledamot som ansvarar för akademiens organisation, förvaltning och genomförande av akademiens beslut. Sekreteraren är chef för ett kansli med omkring 40 anställda.

## Musikaliska Akademien
Ständige sekreteraren i Kungliga Musikaliska Akademien är föredragande i akademiens styrelse och chef för akademiens kansli.